# Baeus auraticeps
Baeus auraticeps är en stekelart som beskrevs av Girault 1915. Baeus auraticeps ingår i släktet Baeus och familjen Scelionidae. Inga underarter finns listade.